# Heinkel P.1076
Die Heinkel P.1076 war ein von Siegfried Günter Ende 1944 entworfenes Konzept für ein Jagdflugzeug. Im Gegensatz zu vielen weiteren Entwürfen dieser Zeit, die alle einen Strahlantrieb vorsahen, sollte der geplante Höhenjäger konventionell von einem Kolbenmotor angetrieben werden. Das Flugzeug war vom Rekordflugzeug Heinkel He 100 inspiriert, das 1939 den Geschwindigkeitsweltrekord mit 746,606 km/h hielt. Um eine hohe aerodynamische Güte der Flugzeugzelle zu erreichen, war, wie bei der He 100 eine Oberflächenverdampfungskühlung vorgesehen, die hier über dem Motor und am gesamten Heck angeordnet war. Die Tragflächen wurden um 8 Grad nach vorne gepfeilt. Es standen mehrere Motoren zur Auswahl (DB 603 M, DB 603 N, Jumo 213 E). Die Kraftübertragung sollte auf zwei gegenläufige Luftschrauben erfolgen. Das einsitzige Cockpit wurde als Druckkabine ausgelegt. Als Bewaffnung war eine MK 103, die durch die Propellernabe feuern sollte, und zwei MK 108 in den Tragflächen vorgesehen. Das Flugzeug kam nicht über ein vorläufiges Planungsstadium hinaus. Nach dem Kriegsende in Europa fertigte Günter detaillierte Pläne für die US-Amerikaner. Es wäre vermutlich mit einer Geschwindigkeit von 880 km/h das schnellste Kolbenflugzeug der Welt geworden.